# آلفردو مارینی
آلفردو مارینی (انگلیسی: Alfredo Marini; ۱۲ دسامبر ۱۹۱۵ – ۵ ژوئن ۱۹۹۹) بازیکن فوتبال اهل ایتالیا بود.
از باشگاه‌هایی که در آن بازی کرده‌است می‌توان به باشگاه فوتبال آ.اس. رم اشاره کرد.